# 3-乙硫基丙腈
3-乙硫基丙腈是一种有机化合物，化学式为C5H9NS，它可由丙烯腈和乙硫醇在甲醇钠存在下反应得到。它和氨基硫脲加热反应，可以得到5-(2-乙硫基乙基)-1,3,4-噻二唑-2-胺。它可以被氢化铝锂还原为3-乙硫基丙胺。